# Dracula (film hiszpańskojęzyczny 1931)
Dracula (hiszp. Drácula) – amerykański, hiszpańskojęzyczny horror z 1931 roku w reżyserii
George’a Melforda i Enrique Tovara Ávalosa.
Film jest hiszpańskojęzyczną adaptacją w sztuki scenicznej Hamiltona Deane’a Dracula, napisanej według powieści Brama Stokera o tym samym tytule. Film powstał w tym samym studiu niemal równocześnie z wersją anglojęzyczną z 1931 roku. Fabuła jest niemal identyczna jak w wersji anglojęzycznej, ale film wzbogacony jest o dodatkowe sceny.

## Obsada
- Carlos Villarías – hrabia Drácula
- Lupita Tovar – Eva
- Barry Norton – Juan Harker
- Pablo Álvarez Rubik – Renfield
- Eduardo Arozamena – Van Helsing
- José Soriano Visa – doktor Seward
- Carmen Guerrero – Lucia
- Amelia Senisterra – Marta
- Manuel Arbó – Martin
- Geraldine Dvorak – żona Draculi
- Cornelia Thaw – żona Draculi
- Dorothy Tree – żona Draculi